# Хуммедов, Сергей Аманович
Сергей Аман (Сергей Аманович Хуммедов, род. 12 февраля 1957 года, Туркменистан) — российский прозаик, поэт и журналист, редактор, автор-исполнитель песен. Член Союза писателей Москвы с 1997 года.

## Биография
Сергей Аман родился в г. Мары в Туркменистане. В 1975 году окончил железнодорожное училище и поступил в Ленинградский институт инженеров железнодорожного транспорта. Параллельно с учёбой занимался в студенческом театре института под руководством Владимира Малыщицкого. В 1977 году был призван в ряды Советской армии. После демобилизации поступил на факультет журналистики Московского государственного университета, который окончил в 1985 году.
- В 1985 — 1987 годах работал в заводских многотиражках и на радио в Московской области.
- С 1987 по 1989 год — заместитель главного редактора еженедельной московской газеты «АВТО».
- С 1989 по 1991 год — главный редактор газеты «Соломенная Сторожка» (Москва).
- С 1991 по 1993 год работал в редакциях газеты «Арена» (бывший «Советский цирк») и «Вечерний клуб».
- С 1993 по 1995 год — корреспондент на радиостанции «Авторадио».
- С 1995 по 2006 год — журналист газеты «Московский комсомолец»[2][3], ведущий литературной рубрики «Менестрель».
- С 2006 по 2009 год являлся редактором и ведущим на радиостанциях «Маяк» и «Радио России», корреспондентом телекомпании ВКТ (Останкино).
- С 2009 по 2014 год — ведущий литературной страницы «Письменный стол» сначала в «Вечерней Москве», а затем в газете «Труд»[2].

Живёт в Москве. Хобби — рыбалка.

## Литературное творчество
Член Союза писателей  Москвы с 1997, рекомендацию в Союз писателей Москвы дал Фазиль Искандер. Первая книга «В садах судьбы» — сборник стихов и текстов песен — издана в 1998. Следующая книга «Сирень под пеплом», вышедшая в 2002, включала стихи и прозу. Роман «Журналюги» был опубликован в 2013. Последнее изданное произведение — роман «Всё будет хорошо, мы все умрём!» (2018). Предисловия к первым книгам написаны Александром Ароновым и Леонидом Жуховицким.

## Некоторые публикации
- В прекрасном безжалостном мире — «Московский комсомолец», № 194 (15894), 25 августа 1990 г.
- Капля жизни в чаше вечности — «Московский комсомолец», № 60 (14818), 30 марта 1994 г.
- Театр, жизнь скоморошья (о питерском театральном режиссёре Владимире Малыщицком) — «Общая газета», № 22 (98), 1 — 7 июня 1995 г.
- «Первое стихотворение я написал лет в шесть» — «Вечерняя Москва» № 231 (25251), 8 декабря 2009 г.
- «Литература — это дело, а вот театр — это игра» — «Вечерняя Москва» № 127 (25395) 13 июля 2010 г.
- «С литературой у меня свои отношения» — «Вечерняя Москва» № 225 (25493), 30 ноября 2010 г.
- «Мое собрание сочинений в четырёх мешках» — «Вечерняя Москва» № 87 (25602), 17 мая 2011 г.
- «Хороших поэтов много, читателей всё меньше» — «Вечерняя Москва» № 121 (25636), 5 июля 2011 г.
- «Без толкового дела мужикам не жизнь» ТРУД-7, № 191-т/48 (26589), 27 декабря — 2 января 2012 г.
- «Я крайне заинтересован сегодняшним днём» ТРУД-7, № 132-т/33 (26575), 13 — 19 сентября 2012 г.

## Образ в художественной литературе
Послужил прототипом писателя Сергея Мёдова (Аманыча) в романах Андрея Гусева «Художник и эрос в формате супер» (англ.  “The Painter & Eros”), «Мир по Новикову» и «Наш жёсткий секс в Малинди».